# Hóry

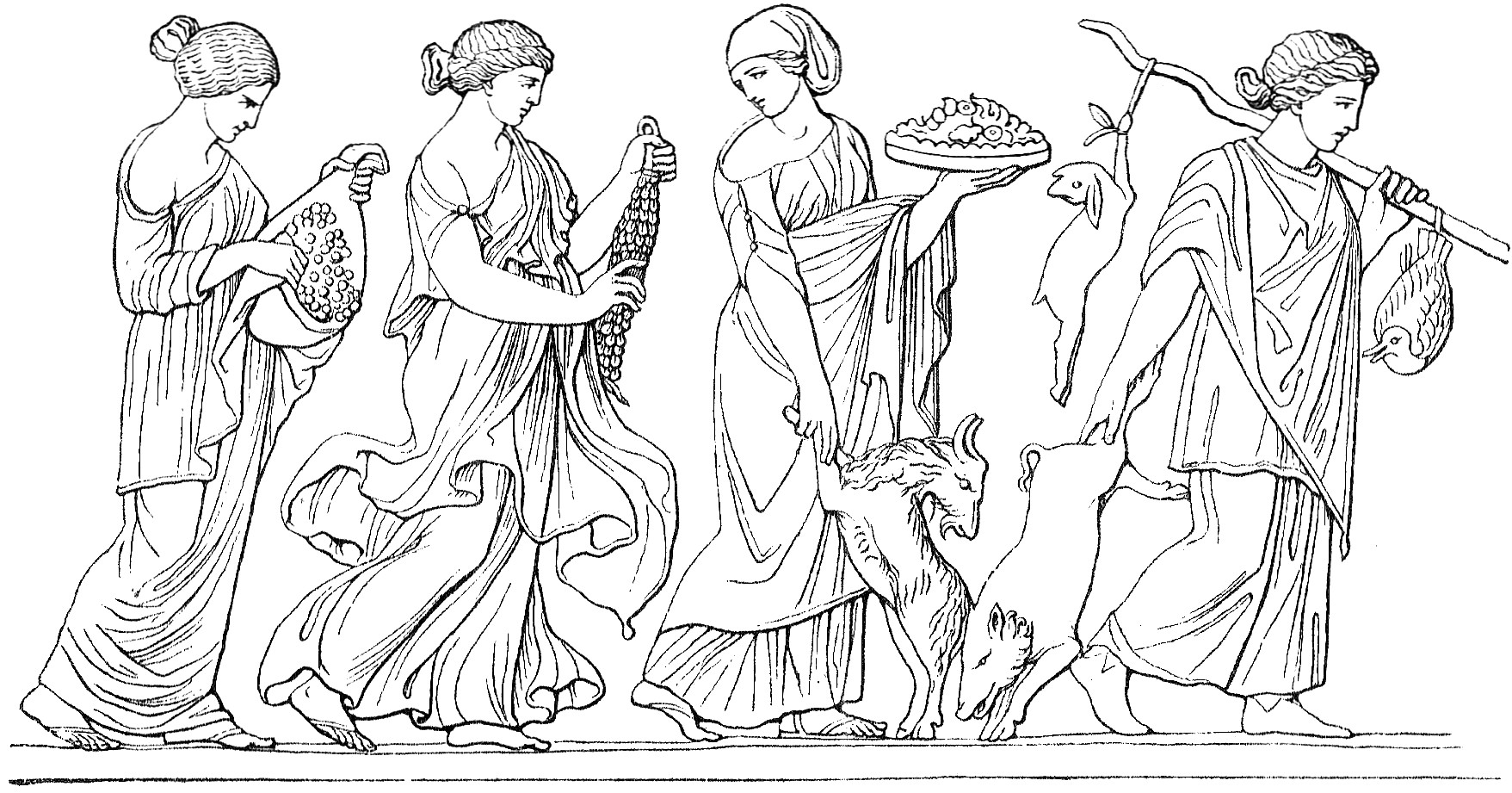
Hóry přinášející svatební dary Peleovi (Paříž, Louvre)

Hóry - (latinsky Horae) jsou v řecké mytologii dcery nejvyššího boha Dia a bohyně zákonného pořádku Themis. Jsou to bohyně ročních období a pořádku v přírodě i společnosti.
Pokud jde o jejich počet, je uváděn různý. Jako bohyně zajišťující pořádek v přírodě, tedy především řádné střídání ročních období a včasný růst květů a ovoce, jsou uváděny obvykle dvě:
- Thalló - bohyně jara
- Karpó - bohyně podzimu

Když však zajišťují klid a pořádek ve společnosti, mezi lidmi, uvádějí se tři nebo více:
- Eunomia (Zákon)- bohyně zákonnosti
- Diké - bohyně práva; má své místo u Diova trůnu a ukazuje mu každou nespravedlnost
- Eiréné (Mír) - bohyně míru

Podle jiných pramenů pomáhají při trestání zlých činů:
- Aisa (Sudba) - bohyně životního údělu, představuje osud
- Poiné (Trest) - zejména uchvacuje malé děti

Hóry jsou uváděny jako opatrovnice bohyň hned po narození, například u Héry nebo u Afrodíty. Když vyrůstaly, pomáhaly je Hóry oblékat a zdobit. Hóry také střeží brány Olympu. Jsou to bohyně přívětivé k lidem.
Jsou představovány jako krásné dívky, oděné v dlouhá splývavá roucha. Tak také bývají nejčastěji zobrazeny na vázových malbách a reliéfech nebo zpodobněny v sochách.